# 이브라힘 마지드
이브라힘 마지드 압둘마지드(아랍어: إبراهيم ماجد عبد المجيد, 1990년 5월 12일 ~ )는 카타르의 축구 선수이며 포지션은 중앙 수비수이다. 현재 카타르 스타스 리그의 알아흘리 SC (도하)에서 뛰고 있다.

## 축구인 경력

### 클럽 경력
알와크라와 알사드 유소년 팀을 거쳐 2007년 프로 무대에 처음 모습을 드러냈다. 전북 현대 모터스와의 2011 AFC 챔피언스리그 결승전에선 득점을 기록하여 팀의 우승에 기여하였다.

### 대표팀 경력
2007년 AFC 아시안컵에 17세의 나이로 참가하였다.
2011년 11월 24일 열린 2012년 런던 올림픽 축구 아시아 지역 예선에선 대한민국 U-23 대표팀을 상대로 득점을 기록하였다.